# Conservazione e restauro di manufatti lignei

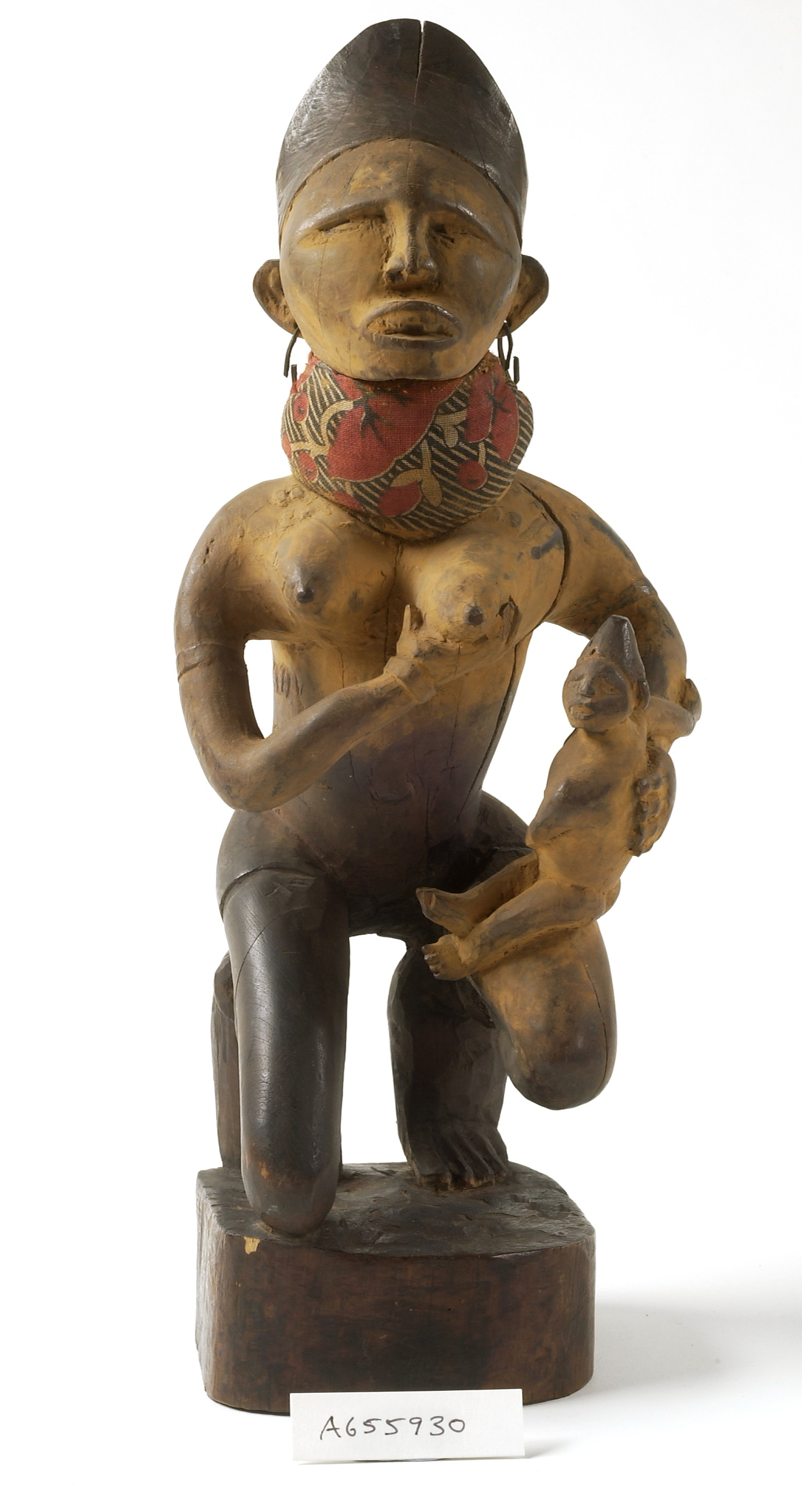
Statuetta in legno intagliato di una donna inginocchiata che tiene un bambino piccolo su un ginocchio.

La conservazione e il restauro dei manufatti in legno si riferisce alla preservazione dell'arte e dei manufatti in legno. La conservazione e il restauro dei beni culturali sono eseguiti da un conservatore-restauratore.

## Natura del materiale
Il legno è un materiale vascolare che proviene dal tronco, dalle radici o dagli steli di oltre 3.000 varietà di piante. È un tessuto cellulare e quindi può essere compreso esaminando la struttura biologica. 

### Struttura cellulare
Il legno è poroso e la sua crescita è direzionale. Ciò è dovuto alla struttura cellulare del materiale. Essa determina fattori quali grana, consistenza e colore. L'identificazione dei tipi di legno viene effettuata da uno scienziato della conservazione.

#### Venatura
La venatura del legno è creata dalle variazioni nel numero e nella disposizione delle celle. Si riferisce specificamente all'allineamento longitudinale delle cellule o alla direzione in cui vanno le fibre. I sei tipi di venatura sono: dritta, irregolare, diagonale, a spirale, intrecciata e ondulata. La direzione delle venature corrisponde direttamente alla resistenza del legno. 

#### Consistenza
La consistenza dipende dalle dimensioni dei vasi che compongono il legno. I vasi grandi producono legno grossolano, mentre i vasi piccoli danno una consistenza fine. 

#### Colore
Il colore è determinato dagli infiltrati nelle pareti cellulari del legno. Gli infiltrati possono essere influenzati dalla luce, dall'aria e dal calore che causano reazioni chimiche all'interno della parete cellulare. Queste reazioni chimiche sono ciò che conferisce al legno il suo colore o ciò che ha portato a un cambiamento nel colore del legno.

## Agenti di deterioramento

### Umidità
L'umidità influenza il deterioramento dei manufatti in legno quando nell'aria è troppa, troppo poca o quando ha rapide fluttuazioni. A causa della composizione del legno, un attento controllo dell'umidità è un fattore di conservazione preventiva. Se l'umidità relativa è troppo bassa il legno rilascerà parte della sua umidità nell'aria e si seccherà. Al contrario, se l'umidità relativa è troppo elevata, il legno assorbe l'acqua dall'aria e si dilata. Rapide fluttuazioni dell'umidità possono portare a deformazioni, allentamenti delle giunture e spaccature. Alti livelli di umidità nell’aria creano anche un ambiente che favorisce il deterioramento biologico. 

### Agenti atmosferici
Agenti atmosferici legati ai danni agli oggetti causati dall'esposizione al vento, alla pioggia, al sole, alla neve o a qualsiasi altro evento naturale. Questi fenomeni naturali erodono la superficie del legno, causando danni alle superfici e alla struttura. 

### Agenti chimici
Il deterioramento chimico è causato da qualsiasi agente che crei una reazione chimica all'interno della struttura cellulare del legno. I cinque agenti chimici comuni che danneggiano il legno sono:
- Luce – Crea una reazione chimica all'interno delle pareti cellulari del legno, portando a un cambiamento di colore o struttura
- Acidi – rendono il legno fragile.
- Alcali – Causano la separazione e la rottura delle fibre del legno.
- Sali – Simili agli alcali, i sali abbattono le fibre del legno.
- Fuoco – Il legno è un materiale infiammabile che brucia facilmente nella maggior parte dei casi se esposto al fuoco.

### Agenti biologici
Il deterioramento biologico dei manufatti in legno è causato principalmente da insetti e funghi che corrodono la superficie del materiale, il che può portare ad ulteriori problemi se non trattato. 

#### Insetti
Gli insetti danneggiano i manufatti in legno nutrendosi del materiale organico, lasciando dietro di sé rifiuti o scavando tunnel nel legno. Il danno degli insetti può essere controllato comprendendo il loro ciclo di vita e le loro esigenze. Poiché fanno affidamento sull’ambiente per regolare la temperatura corporea, gli insetti rallenteranno l’attività quanto più fredda è la temperatura e non si riprodurranno o si svilupperanno se le temperature sono inferiori a 50 gradi Fahrenheit o 10 gradi Celsius. Oltre a richiedere temperature elevate, gli insetti prosperano anche in ambienti con elevati livelli di umidità relativa. I manufatti in legno possono fornire l'ambiente giusto in cui gli insetti possono nutrirsi, scavare tunnel e riprodursi, causando una serie di danni al legno, tra cui segni di masticazione e fori di uscita. 

#### Funghi
I funghi causano danni agli artefatti in legno corrodendolo e facendolo marcire. La crescita dei funghi avviene sui manufatti in legno quando l'ambiente è umido e scarsamente ventilato. 

#### Altri parassiti
- Uccelli – Principalmente i picchi causano danni agli oggetti di legno lasciati all’aperto
- Organismi marini – Possono essere problematici per i manufatti recentemente recuperati da un ambiente marittimo.
- Roditori – rosicchiano la superficie degli oggetti in legno per procurarsi il cibo. Questo è soprattutto un problema per gli oggetti che una volta erano contenitori di stoccaggio.

## Conservazione preventiva
La conservazione preventiva è una forma di cura delle collezioni che agisce per prevenire danni ai manufatti. Questo tipo di conservazione può essere intrapreso da qualsiasi persona addestrata come collection manager, registrar, addetto alle opere d'arte o conservatore.

### Controllo ambientale
Una delle forme più elementari di conservazione preventiva è attraverso il controllo ambientale, che include la regolazione della temperatura, dell’umidità e della luce. Attraverso il controllo ambientale, la maggior parte delle forme di deterioramento dei manufatti in legno possono essere prevenute con relativa facilità. 

#### Temperatura
La temperatura influisce sugli oggetti in legno attraverso la sua correlazione con l'umidità. Generalmente le temperature più basse aumentano la quantità di umidità nell’aria, mentre quelle più alte la diminuiscono. Pertanto, la temperatura consigliata per la conservazione e l'esposizione dei manufatti in legno è di 21 °C durante i mesi invernali e di 21–24 °C durante i mesi estivi. 

#### Umidità
L'umidità relativa consigliata per la conservazione e l'esposizione di manufatti in legno durante i mesi invernali è del 35–45% e del 55–65% durante i mesi estivi. Qualsiasi percentuale superiore a 70 può portare a funghi o infestazioni di insetti. Un attento controllo dell'umidità relativa può ridurre il rischio di danni causati dalla perdita o dall'assorbimento di acqua. Le apparecchiature che possono aiutare nella regolazione dell'umidità sono l'aria condizionata, un umidificatore o un deumidificatore a seconda delle esigenze, oppure l'implementazione di buffer RH (la capacità dei materiali di moderare i cambiamenti nell'umidità relativa assorbendo e desorbendo il vapore acqueo dall'aria circostante). 

#### Luce
La luce può causare danni cumulativi ai manufatti in legno, portando allo scolorimento della superficie. Una lunga esposizione alla luce può provocare lo scurimento dei legni chiari e lo sbiancamento dei legni scuri. Le radiazioni infrarosse e il calore della luce possono anche danneggiare le finiture dell'oggetto, causando screpolature della vernice o della vernice, fragilità o ammorbidimento della superficie. 
Per ridurre i danni inflitti dalla luce, si consiglia di adottare le tre misure seguenti:
- Eliminare le radiazioni UV – Questo può essere fatto semplicemente mantenendo gli oggetti lontani dalla luce solare diretta e visualizzandoli dietro il plexiglas che filtra i raggi UV.
- Ridurre la quantità di tempo in cui l'oggetto è esposto alla luce – La maggior parte delle istituzioni culturali limita la quantità di tempo in cui un oggetto sensibile alla luce è esposto ruotandolo dentro e fuori dalle gallerie. L'esposizione alla luce può anche essere controllata disponendo di luci attivate dal movimento con timer, in modo che gli oggetti vengano illuminati solo quando i visitatori sono presenti e solo per un breve periodo di tempo.
- Mantenere la luce a livelli minimi confortevoli per la visione – quando un oggetto è illuminato per gli spettatori, dovrebbe esserlo al livello minimo per una visione confortevole[2].

### Pulizia
Con manufatti in legno esposti all'aria aperta è importante rimuovere regolarmente le particelle dalla superficie dell'oggetto. L'accumulo di particolato può provocare un deterioramento biologico, favorire la crescita di microrganismi e compromettere le qualità della superficie di un oggetto. Una pulizia regolare può ridurre i danni a lungo termine causati dall’accumulo di particolato. Il metodo più elementare ed efficace per la pulizia regolare dei manufatti in legno è quello di spolverare la superficie con un panno di cotone asciutto. 

### Archiviazione
Gli artefatti in legno devono essere tenuti lontano dalla luce solare diretta e in uno spazio dove non subiranno urti o spintoni.

### Eradicazione dei parassiti
Il trattamento per liberare gli artefatti in legno dagli insetti solitamente comporta una combinazione delle seguenti tecniche:
- Trattamento insetticida[12][13] – gli insetticidi possono essere posizionati direttamente sulle aree di un oggetto o essere utilizzati per trattare ampie aree all'interno dello spazio in cui sono ospitati gli oggetti
- Trattamento basato sulla temperatura – Poiché gli insetti hanno bisogno di temperature specifiche per prosperare, posizionare gli oggetti in un congelatore a una temperatura compresa tra -25 e -30 gradi Celsius per tre giorni ucciderà tutti gli insetti rimasti. In alternativa, anche posizionare gli oggetti in uno spazio riscaldato a 50 gradi Celius per un’ora ucciderà tutte le fasi della crescita degli insetti.
- Atmosfere a basso contenuto di ossigeno – conservare manufatti in legno in uno spazio ermetico riempito con azoto o argon per un periodo di 21 giorni porrà fine al ciclo di vita degli insetti e potrà essere utilizzato come alternativa ai pesticidi[2].

## Trattamento degli oggetti

### Pulizia delle superfici
La pulizia della superficie si riferisce alla rimozione di particelle dalla superficie di un oggetto. Per pulire la superficie dei manufatti in legno i conservatori utilizzano generalmente una spazzola morbida oppure un aspirapolvere con tale spazzola. Se è necessaria la pulizia della superficie bagnata, è possibile applicare un detergente diluito utilizzando un bastoncino di cotone o un panno di cotone morbido. 

### Essiccazione
Se un manufatto in legno ha subito danni causati dall'acqua, l'oggetto deve essere asciugato lentamente in modo da non causare spaccature del legno mentre si asciuga. Analogamente all'umidità relativa, una rapida fluttuazione dell'umidità dovuta ai danni causati dall'acqua può causare ulteriori danni agli oggetti in legno. L'essiccazione lenta e controllata può essere ottenuta abbassando l'umidità relativa e creando una tenda per il manufatto in modo che non perda umidità troppo rapidamente. 

### Consolidamento
Se un oggetto in legno è stato danneggiato da insetti o funghi, un metodo di trattamento consiste nel consolidare le fibre danneggiate utilizzando una resina liquida o un solvente per rinforzare il materiale. Questo metodo può portare a cambiamenti visivi nell'oggetto e non è sempre reversibile. 
Il consolidamento può anche riferirsi al trattamento delle superfici in legno verniciate. A causa della natura complicata del legno come materiale, il consolidamento della vernice su un manufatto in legno deve essere effettuato con attenzione. Poiché il legno si espande e si contrae con le fluttuazioni di temperatura e umidità, possono verificarsi danni alla vernice sulla superficie del legno.

### Riparazione strutturale
La riparazione strutturale dei manufatti in legno, come la conservazione di qualsiasi manufatto, dovrebbe essere più discreta possibile. Un metodo per riparare pezzi separati di manufatti in legno è l'uso di colla per pelli calda o liquida. Per invertire la deformazione dei manufatti in legno, i conservatori spesso li trattano utilizzando la pressione. I metodi di trattamento possono essere suddivisi in tre categorie: lavorazione diretta del legno, lavorazione indiretta e metodi legati all'umidità (Direct Woodworking, Indirect Woodworking, Moisture-Related Methods).